# 科爾代利夫卡
49°31′11″N 28°32′47″E / 49.51972°N 28.54639°E
科爾代利夫卡（烏克蘭語：Корделівка），是烏克蘭西南部文尼察州赫米利尼克區的村落，隸屬卡利尼夫卡市鎮，始建於1760年，面積4.78平方公里，海拔高度262米，2001年人口2,902，人口密度每平方公里607.37人。